# 芒特艾爾鎮區 (堪薩斯州奧斯伯恩縣)
芒特艾爾鎮區（英語：Mount Ayr Township）為美國堪薩斯州奧斯伯恩縣轄下的鎮區。2010年美国人口普查中該鎮區人口有37人。

## 地理
芒特艾爾鎮區涵蓋總面積為92.53平方（35.73平方英里），其中92.5平方（35.7平方英里）為陸地，0.03平方（0.012平方英里）或0.03%為水域。海拔高度583（1,913英尺）。

## 人口統計
根據2010年美國人口普查，芒特艾爾鎮區人口有37人，住房23戶，人口密度為0.4人/每平方公里。此鎮區居民之種族中，白人有37人，非裔美國人有0人，美洲原住民有0人，亞裔美國人有0人，太平洋島裔美國人有0人，其他種族有0人，混血種族則有0人。此外此鎮區有0人為西班牙裔或拉丁裔美國人。